# Kommunikationselektroniker
Kommunikationselektroniker ist eine Berufsbezeichnung, welche offiziell vom 31. Juli 1986 bis zum 1. August 2003 ausgebildet wurde. Damit wurde 1988 die Ausbildung zum Funkelektroniker sowie dem Fernmeldehandwerker und auch Informationselektroniker abgelöst. Die Ausbildung zum Kommunikationselektroniker selbst wurde 2003 zusammen mit der Ausbildung von anderen Industriellen Elektroberufen durch den Elektroniker/Elektronikerin für Geräte und Systeme und den Systeminformatiker abgelöst.
Ein Kommunikationselektroniker hat die Aufgabe, elektronische Bauteile und Baugruppen in Betrieb zu nehmen, beispielsweise die Konfiguration einer Telefonanlage. Er führt Funktions- und Leistungsprüfungen mit den erforderlichen elektronischen Mess-, Prüf- und Testgeräten, wie z. B. dem Oszilloskop, durch. Der Kommunikationselektroniker dokumentiert Inbetriebnahmen sowie Prüf- und Messergebnisse. Er erstellt Fehlerdiagnosen und beseitigt auch die Fehler. Außerdem kümmert er sich zum Beispiel auch um die richtigen Hardwarevoraussetzungen und sorgt für die Vernetzung und die entsprechende Anbindung zum Internet.
Voraussetzung zur Ausbildung zum Kommunikationselektroniker war mindestens ein Hauptschulabschluss. Bewerber mit Mittlerer Reife sind jedoch von den meisten ausbildenden Betrieben bevorzugt worden. Gute Kenntnisse in Physik und Mathematik waren von Vorteil. In Baden-Württemberg konnte man mit dem Besuch der dreijährigen Berufsschule Elektronik/Elektrotechnik die Mittlere Reife nachträglich erwerben. Die Ausbildung dauerte 3,5 Jahre und fand zum größten Teil im Ausbildungsbetrieb, neben dem theoretischen Teil in der Berufsschule, statt. Eine zuvor abgeschlossene 1-jährige Berufsfachschule führte dazu, dass gleich ins 2. Lehrjahr eingestiegen werden konnte.
Ausgebildet wurde in drei Fachrichtungen: Telekommunikationstechnik, Funktechnik und Informationstechnik, wobei die ersten beiden Ausbildungsjahre bei allen Richtungen die gleichen Schwerpunkte hatten und während der letzten 1,5 Jahre dann in die entsprechende Fachrichtung ausgebildet wurde.
Mit der Verordnung zur Neuordnung der Elektroberufe vom 3. Juli 2003 (BGBl S. 1144) löste die neue Berufsausbildung Elektroniker/Elektronikerin für Geräte und Systeme  und Systeminformatiker die des Kommunikationselektronikers ab.